# Rincón de Aliso
Rincón de Aliso är en ort i Mexiko.   Den ligger i kommunen El Fuerte och delstaten Sinaloa, i den västra delen av landet, 1 200 km nordväst om huvudstaden Mexico City. Rincón de Aliso ligger 38 meter över havet och antalet invånare är 397.
Terrängen runt Rincón de Aliso är huvudsakligen platt, men åt sydost är den kuperad. Runt Rincón de Aliso är det ganska glesbefolkat, med 23 invånare per kvadratkilometer. Närmaste större samhälle är San Blas, 8,6 km söder om Rincón de Aliso. I omgivningarna runt Rincón de Aliso växer huvudsakligen savannskog.